# Serra do Tombador
A serra do Tombador é uma serra localizada no estado da Bahia, no município de Jacobina. 
Integra a escarpa mais a leste da Chapada Diamantina, composta por rochas sedimentares, clásticas, características da formação Tombador a que dá nome.
Está situada ao largo da rodovia BR-324, "cruza diagonalmente o meridiano 40 45' W e está limitada a norte e sul pelos paralelos 110 00' e 120 00' ", de modo que está paralela à Serra de Jacobina da qual separa-se por meio de um vale. É um divisor de águas entre as bacias dos rios Salitre e Itapicuru, possuindo uma extensão superior a 75 quilômetros.
A serra possui registrados quarenta e um sítios arqueológicos com inscrições rupestres, ameaçadas pela exploração mineral, apesar da proteção legal a tais lugares.

## Geossítio
A Serra do Tombador é um geossítio aprovado pela Comissão Brasileira de Sítios Geológicos e Paleobiológicos. A Companhia de Pesquisa de Recursos Minerais descreve o lugar como "de alto valor científico e relevância internacional, representa seção-tipo da Formação Tombador, com cerca de 1,5 km de extensão e 110 m de espessura real, ao longo da rodovia BR-324. Essa formação de idade mesoproterozoica (limite Ectasiano-Calymniano) foi depositada em discordância (não-conformidade) sobre embasamento ortognáissico paleoarqueano, marcada por um conglomerado de origem fluvial com cerca de 1 m de espessura. As litologias e estruturas sedimentares são compostas por conglomerados e arenitos de fácies eólica, fluvial e deltaica, com predominância da primeira, caracterizam um paleodeserto perfeitamente preservado. Os arenitos de origem eólica consistem de arenitos com granulometria bimodal e estratificação cruzada de grande porte, explorados como lajes para o revestimento de pisos. No seu topo, a Formação Tombador é coberta pela base da formação Caboclo (Steniano), representada por intercalações de arenitos de granulação fina e lamitos, com estruturas de carga e de contração, interpretadas como uma planície de maré, formada por uma elevação do nível do mar que transgrediu sobre a Formação Tombador. Além de seu alto valor científico, esse geossítio possui uso educativo de relevância nacional com baixo risco de degradação."